# Palazzo della Provincia (Ravenna)
Il palazzo della Provincia è un edificio storico di Ravenna, che comprende al suo interno la cripta Rasponi e i giardini pensili.

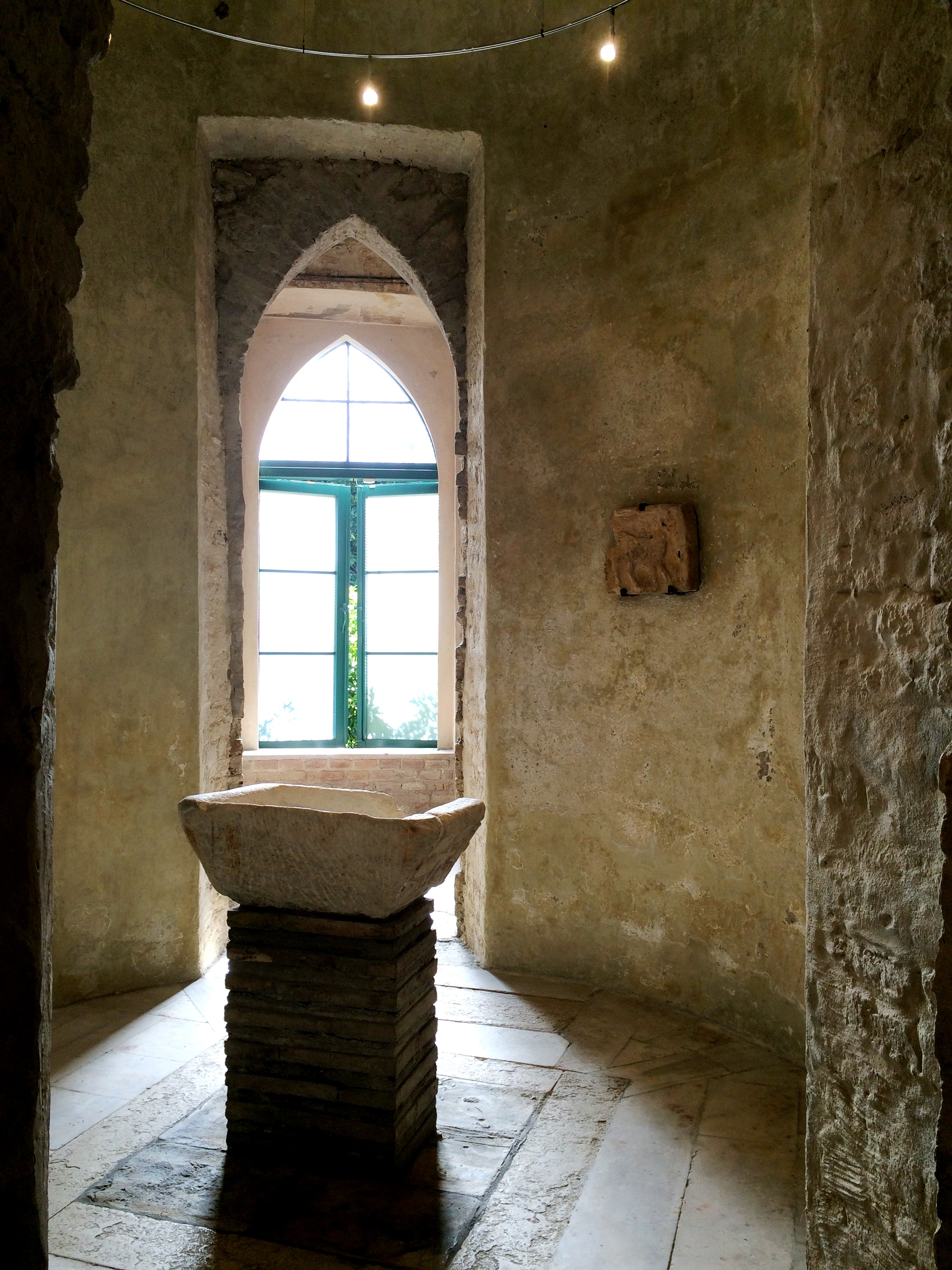
Un ambiente della cripta Rasponi

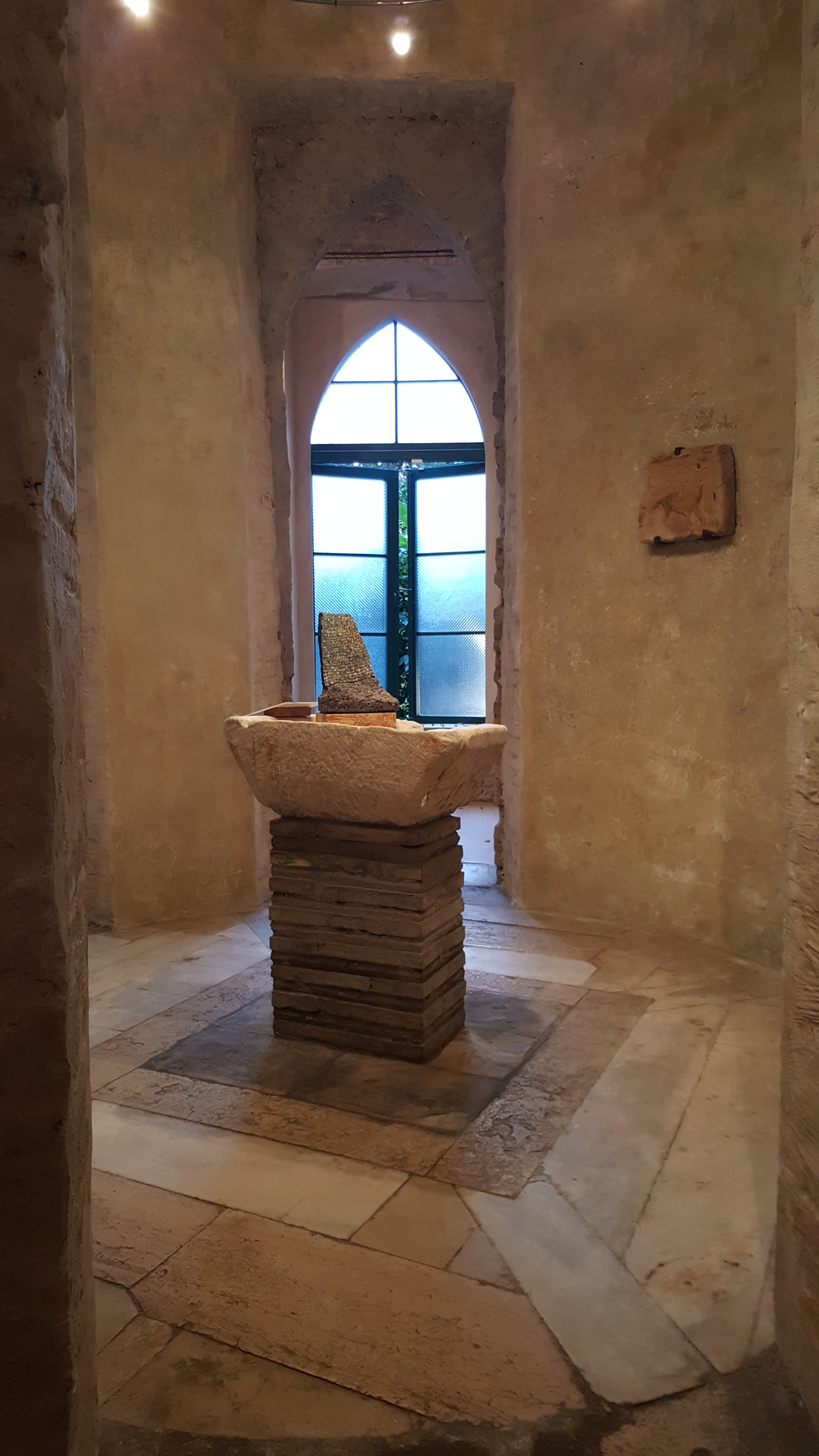
Cripta Rasponi

L'odierno edificio sostituisce l'antico palazzo della famiglia Rasponi, risalente al XVII secolo, utilizzato come dimora patrizia sino al 1886, per poi essere adibito ad albergo. Dal 1918 fu la sede della Federazione delle Cooperative guidata da Nullo Baldini. Nel 1922 un incendio causato dall'assalto di un gruppo di fascisti guidati da Italo Balbo, rase al suolo l'edificio, che fu ricostruito tra il 1926 e il 1928 su progetto dell'architetto piacentino Giulio Ulisse Arata e dell'ingegnere Gioacchino Luigi Mellucci. Inaugurato nel 1936, il palazzo si presenta in stile "neoromantico", con forti richiami alla tradizione bizantina. Dell'antica struttura sono sopravvissuti solo la cripta (l'elemento più antico dell'intero complesso architettonico) e il passaggio pensile su via Santi.

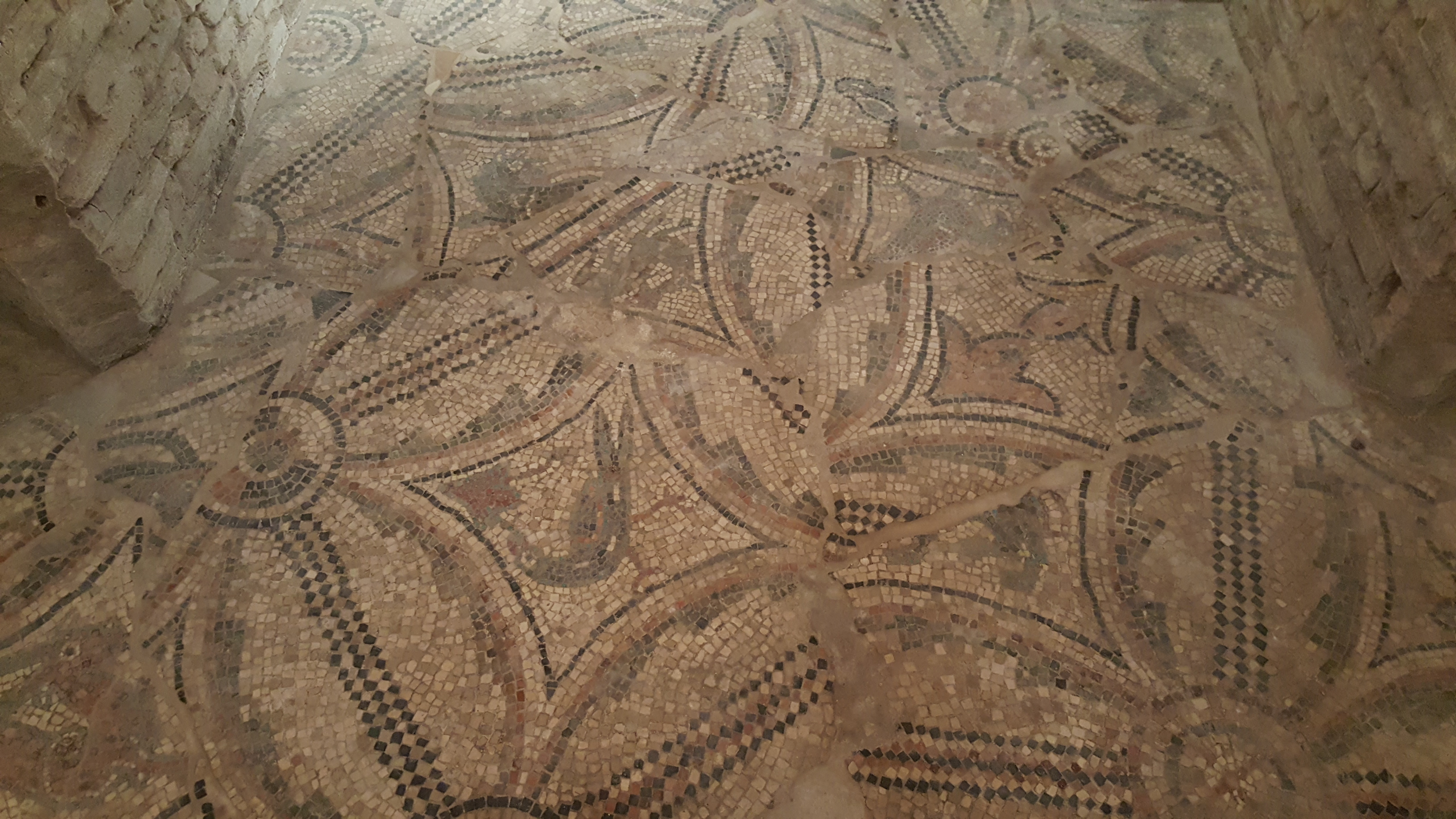
Mosaico della Cripta Rasponi

La cripta Rasponi consiste in una piccola cappella gentilizia, edificata per ospitare le spoglie dei membri della famiglia, ma mai adibita a tale funzione. È composta da tre ambienti: l'ingresso, che si innesta alla base di una torretta neogotica del XIX secolo; un piccolo locale che accoglie una sfera in pietra con l'iscrizione sic vita pendet ab alto e, infine, un vano che contiene un piccolo altare per le funzioni religiose. Caratteristica della struttura è il pavimento a mosaico, riconducibile al VI secolo, proveniente dalla chiesa di San Severo a Classe (distrutta da un terremoto). Le decorazioni che lo compongono raffigurano motivi ornamentali e figure animali come galline, oche, teste di ariete e serpenti, e sono arricchite nei colori dall'uso di smalti.
Il giardino, dominato da una fontana circolare e dalla torre neogotica, comprende una parte pensile con belvedere che si affaccia su piazza San Francesco e che si collega al terrazzo sopra il voltone. Quest'ultimo, datato 1839, connetteva in passato palazzo Rasponi con le scuderie e i magazzini oltrepassando via Santi.